# پنیر گودا

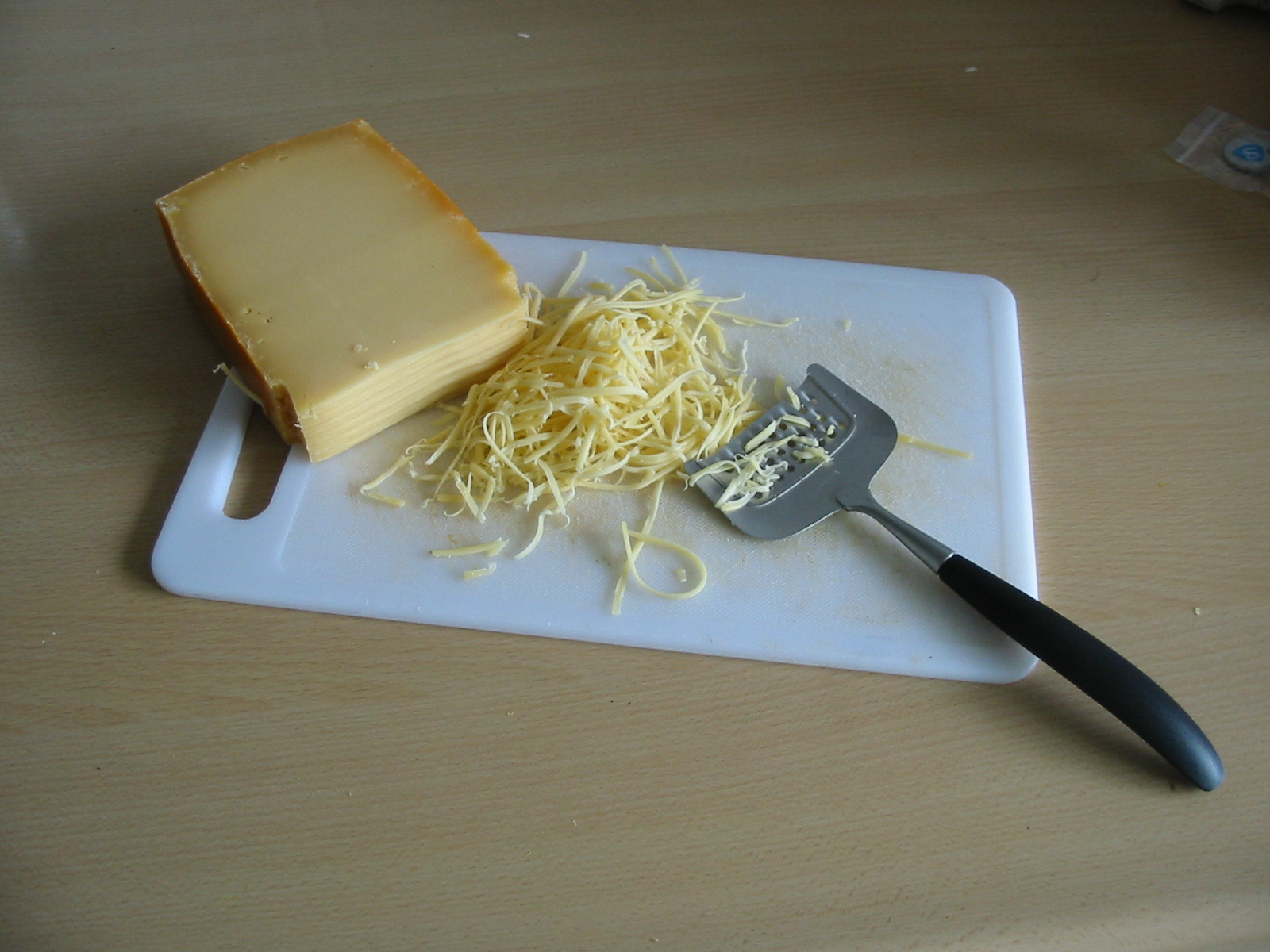
پنیر گودای بریده و رنده‌شده

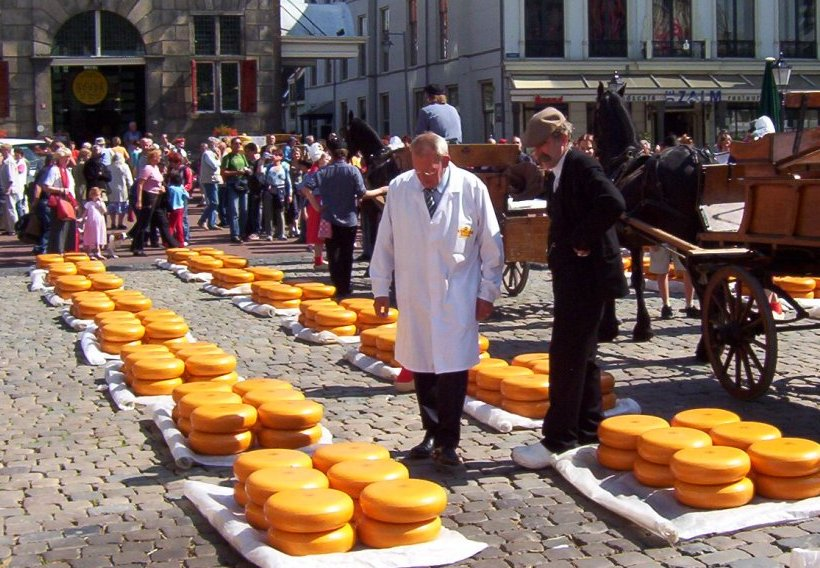
«چرخ‌های طلایی» معروف پنیر گودا در یک بازار پنیر

پنیر خاودا (به هلندی: Gouda) یا پنیر گودا پنیری تقریباً سفت و زردرنگ است که از شیر گاو درست می‌شود. این پنیر اولین بار در شهر خاودا (گودا) در جنوب هلند ساخته شد و هم‌اکنون در سرتاسر جهان با همین نام شناخته می‌شود.
این پنیر یکی از معروف‌ترین پنیرهای جهان است که با رایحهٔ ملایم و گردویی و طعم خوشایندش امروزه در سراسر دنیا طرفداران زیادی پیدا کرده‌است. این پنیر سرشار از کلسیم، پروتئین، فسفر و انواع ویتامین‌ها است که ارزش غذایی آن معادل ۱۲–۱۴ کیلوگرم شیر تازهٔ گاو است.
این پنیر به‌صورت خام یا پخته در پیتزا، لازانیا، سالاد، چیزبرگر، صبحانه، سوپ، سس و شیرینی استفاده می‌شود.